# Sodais augustais
Sodais augustais (em latim: Sodales Augustales), sacerdotes augustais (em latim: Sacerdotes Augustales) ou simplesmente augustais foram uma ordem (sodalidade) de sacerdotes romanos instituída no ano 14 pelo imperador Tibério (r. 14–37) para assistir ao culto de Augusto (r. 27 a.C.–14 d.C.) e dos Júlios. Os sodais foram escolhidos por sorteiro entre as pessoas ilustres de Roma, e foram 21 no total; Tibério, Druso, Cláudio e Nero, como membros da família imperial, foram escolhidos como supernumerários. Posteriormente o número de sodais foi aumentado, mas nunca excedeu 28. Os sodais eram escolhidos indiscriminadamente de patrícios e plebeus e estavam sujeitos a três mestres (magistri) nomeados anualmente.
Sabe-se que mulheres podiam ser nomeadas como sacerdotisas de Augusto, uma prática provavelmente originária da nomeação de Lívia Drusa por um decreto do senado como sacerdotisa de seu marido falecido. Por vezes um membro dos sodais augustais podia tornar-se um flâmine e não é improvável que os flâmines augustais fossem nomeados pelos sodais. Como notado em inscrições, mais adiante foram criados novos sodais similares dedicados ao culto de outros imperadores deificados: os sodais cláudios (Cláudio), flávios (Vespasiano), flávios ticiais ou simplesmente ticiais (Tito), adrianais (Adriano), antoninianos (Antonino Pio), aurelianos ou marcianos (Marco Aurélio) e alexandrianos (Alexandre Severo).

Inscrição
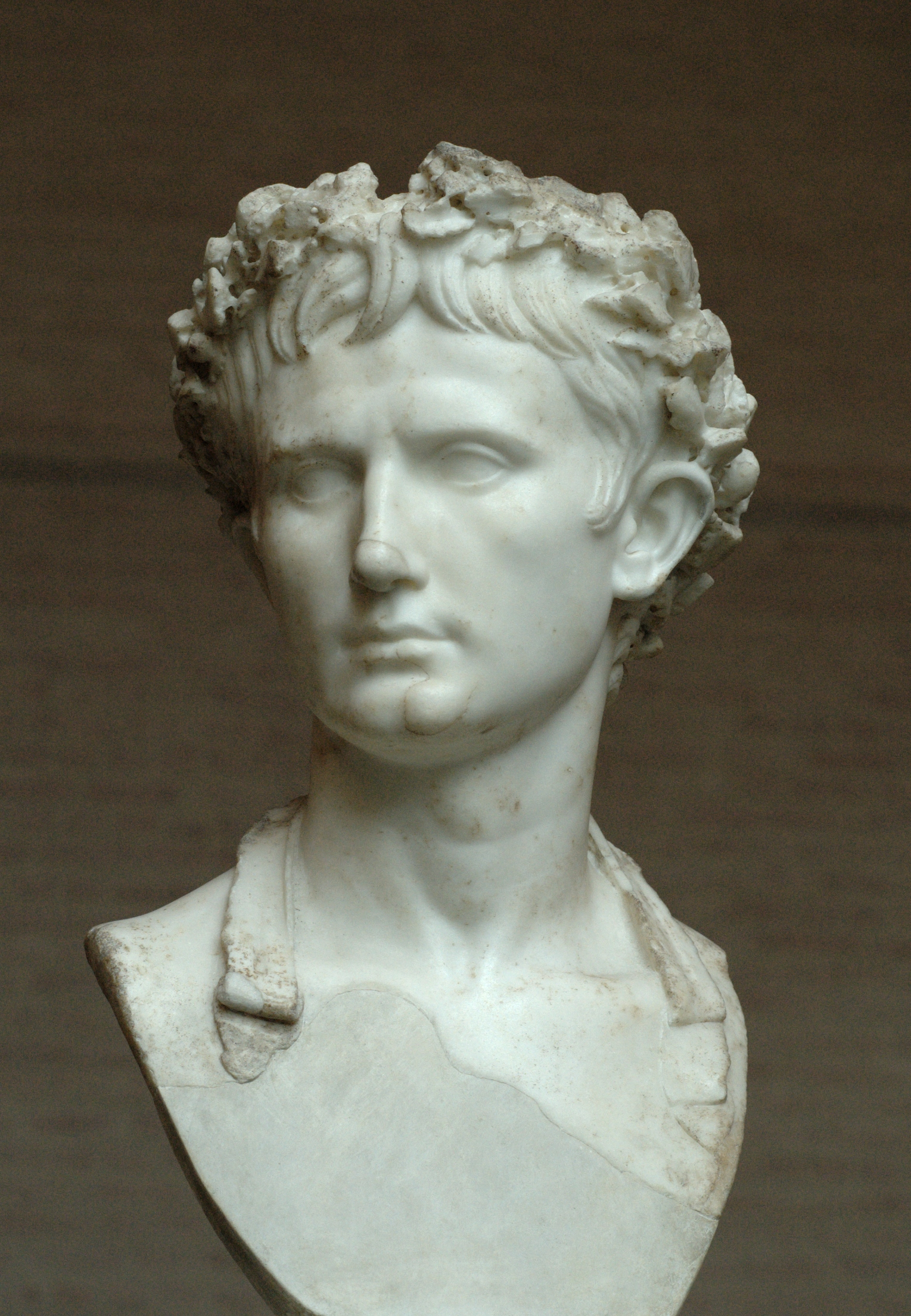
Augusto com a coroa cívica, Gliptoteca de Munique
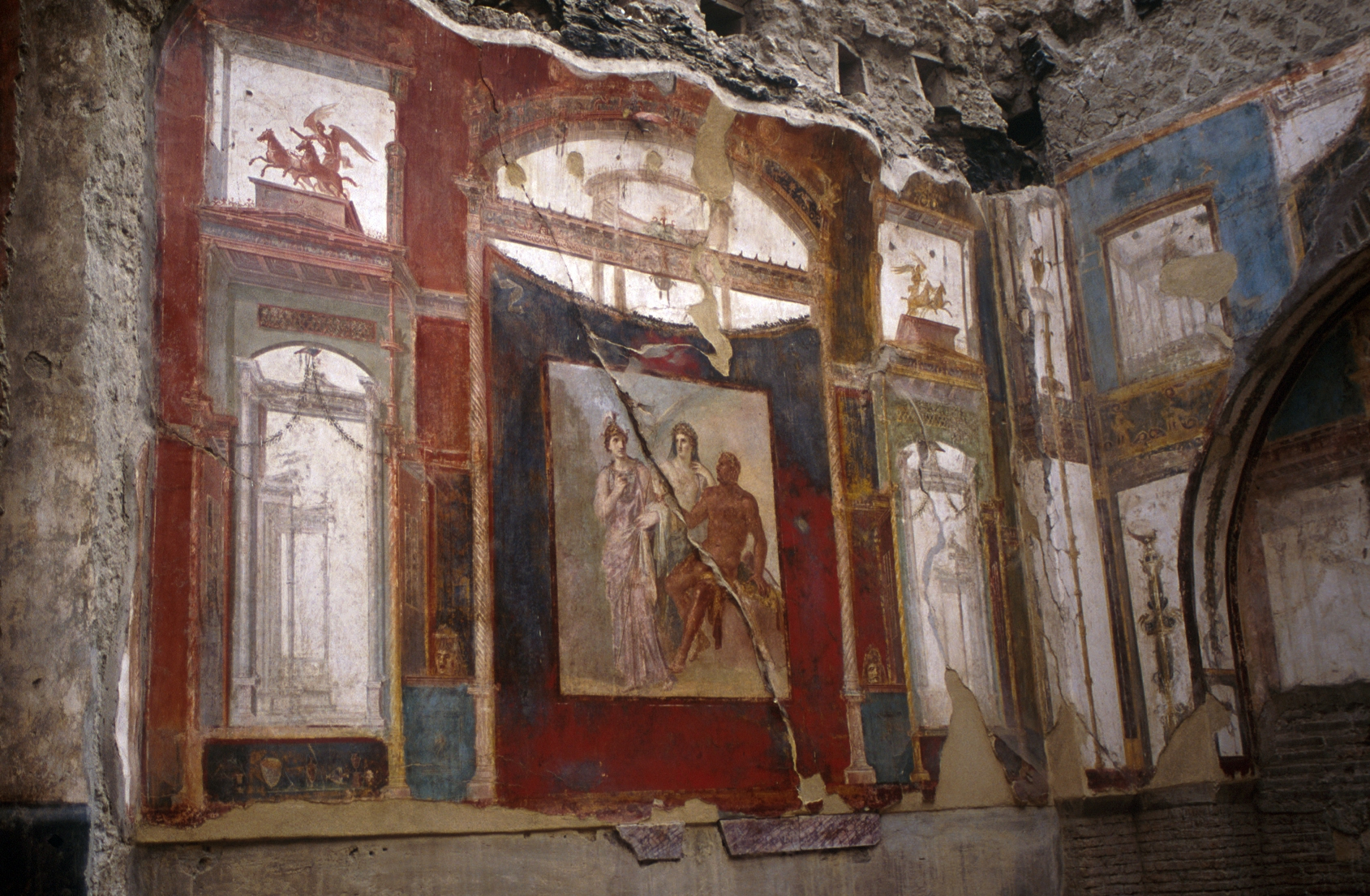
Afresco do colégio dos augustais em Herculano
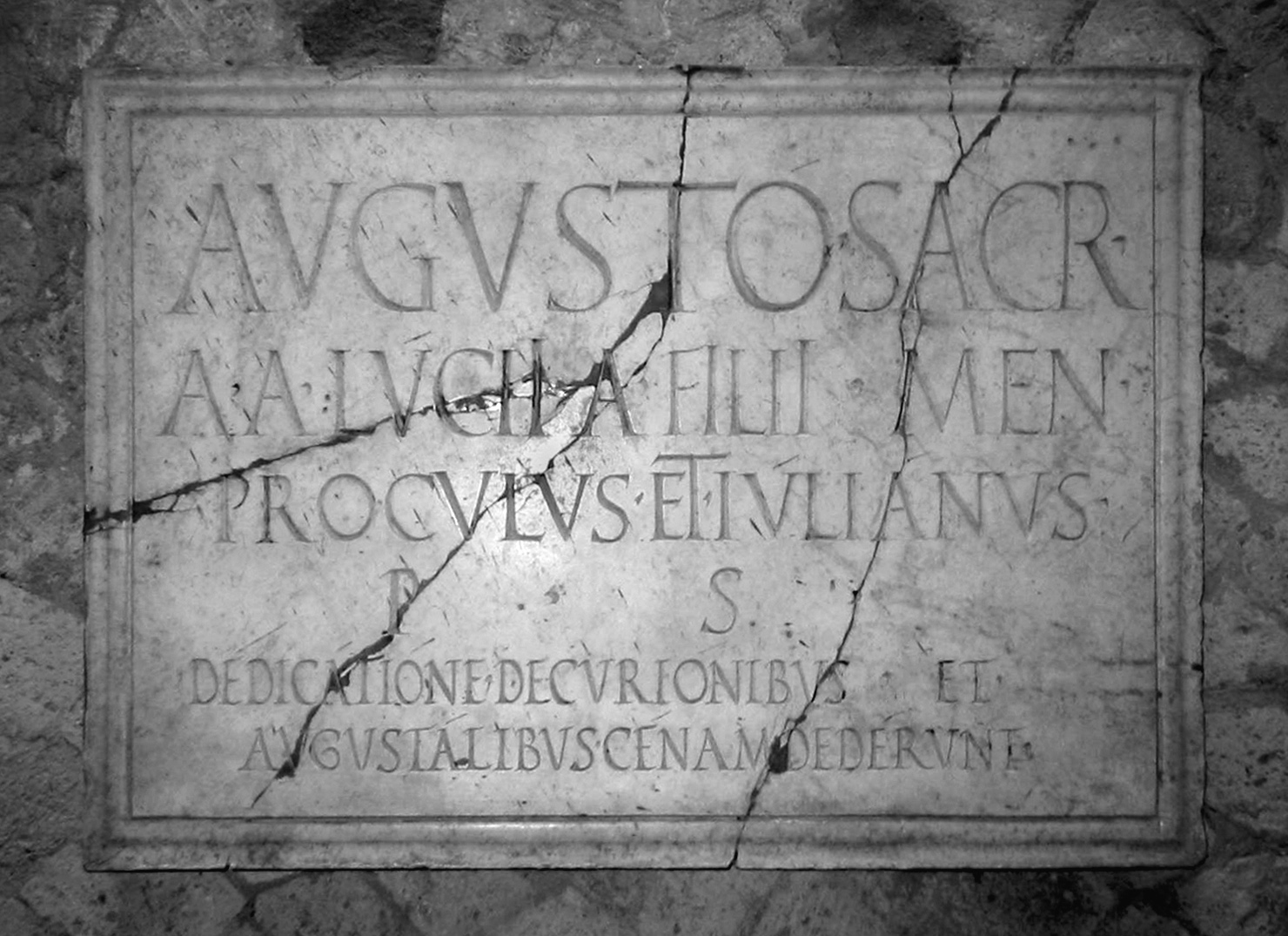
Inscrição dos augustais de Herculano